# Chvalčov
Chvalčov är en ort i Tjeckien.   Den ligger i regionen Zlín, i den östra delen av landet, 250 km öster om huvudstaden Prag. Chvalčov ligger 378 meter över havet och antalet invånare är 1 644.
Terrängen runt Chvalčov är kuperad åt sydost, men åt nordväst är den platt. Runt Chvalčov är det ganska glesbefolkat, med 26 invånare per kvadratkilometer. Närmaste större samhälle är Zlín, 18,3 km söder om Chvalčov. I omgivningarna runt Chvalčov växer i huvudsak blandskog.